# 占领 (抗议方式)

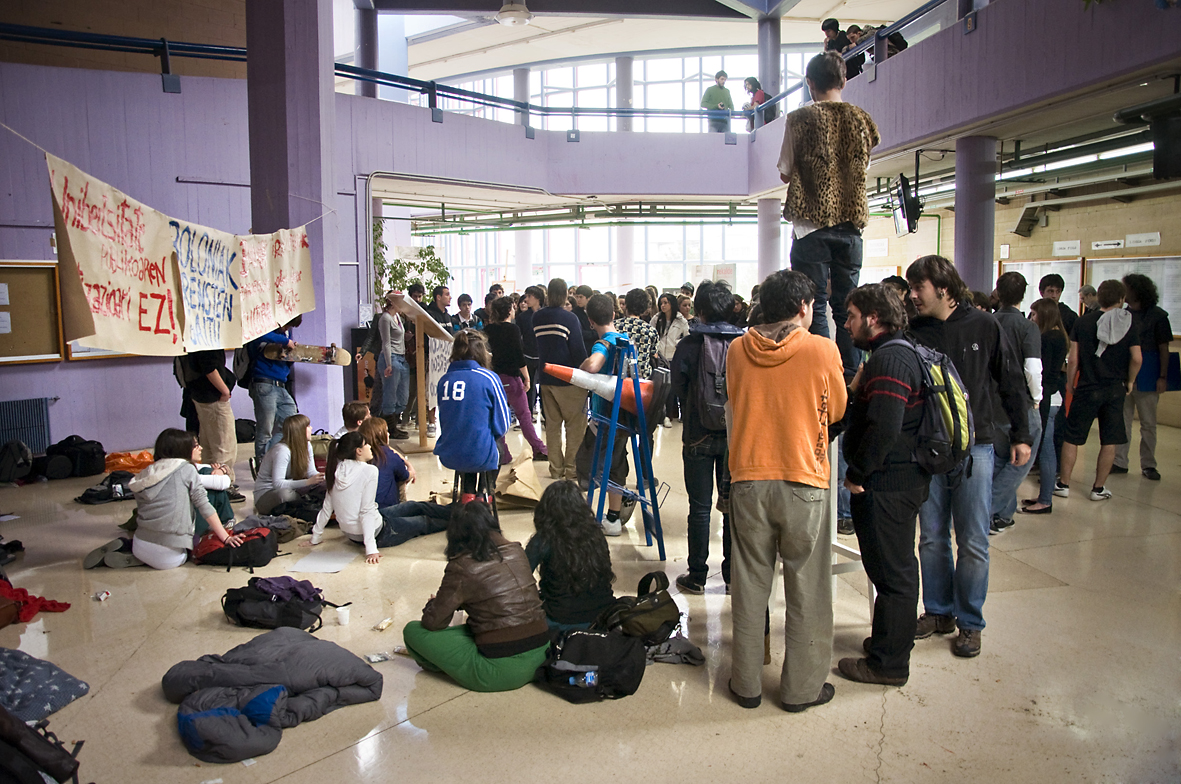
抗议者占领巴斯克地区大学艺术学院大楼。

作为一种抗议方式，占领（英語：Occupation）是一种常常被社会运动和其他形式的集体社会行动所使用的策略，目的是通过占据并保持公共和象征性的空间、建筑、关键基础设施（如火车站入口、购物中心、大学建筑、广场和公园）来进行抗议。与旨在征服并镇压一个国家的军事占领不同，抗议占领是一种反对现状、倡导公共政策变革的手段。占领试图利用空间作为工具，以实现政治和经济的变化，并构建反空间，让抗议者表达他们参与生产和重新构想城市空间的愿望。这通常与“城市的权利”相关，即居住和存在于城市中的权利，以及以挑战资本主义积累需求的方式重新定义城市。也就是说，使公共空间对市民更加有价值，而不是偏向于支持企业和金融资本的利益。